# 平川市立平賀東小学校
平川市立平賀東小学校（ひらかわしりつ ひらかひがししょうがっこう）は、青森県平川市尾崎にある公立小学校である。

## 概要
平川市の中心部からは少し東に行った尾崎地区にある小学校。

### 児童数
Gaccom - 平川市立平賀東小学校の記載より（2019年現在）。
| 学年 | 1年 | 2年 | 3年 | 4年 | 5年 | 6年 | 特別支援  | 合計 |
| ---- | --- | --- | --- | --- | --- | --- | --------- | ---- |
| 学級 | 1   | 1   | 1   | 1   | 1   | 1   | 1         | 7    |
| 児童 | 29  | 31  | 39  | 44  | 35  | 48  | 3（内数） | 226  |

## 沿革
- 1974年（昭和49年）
  - 3月18日 - 平賀町議会で平賀東小学校設立が認可される。同時に校地を取得。
  - 11月27日 - 工事着工。
- 1976年（昭和51年）
  - 3月3日 - 校章制定。
  - 3月5日 - 校舎完成（体育館を除く）。
  - 3月19日 -  新屋小学校が閉校。
  - 3月22日 -  町居小学校が閉校。
  - 4月1日 - 平賀東小学校を創立する[1]。
  - 4月6日 - 開校式挙行。
  - 4月7日 - 第1回入学式挙行。
  - 9月17日 - 校歌制定。
  - 10月5日 - 校舎落成式挙行。校旗樹立。校歌が発表披露された。
- 1977年（昭和52年）7月25日 - プール完成。
- 1978年（昭和53年）1月 - 遊具移転。
- 1979年（昭和54年）
  - 5月 - 焼却炉完成。
  - 9月28日 - 校地北側護岸工事完了。
- 1980年（昭和55年）
  - 5月29日 - 10月5日を創立記念日に決定。
  - 6月 - 学級栽培園完成。
  - 11月25日 - スキー山造成。
- 1981年（昭和56年）10月15日 - 相撲土俵が完成し、落成式を挙行。
- 1983年（昭和58年）9月2日 - 平均台・山形台等遊具完成（校舎東側）。
- 1984年（昭和59年）10月21日 - 遊具（忍者渡り）完成。
- 1986年（昭和61年）
  - 6月5日 - PTAにより、花壇完成。
  - 10月5日 - 創立10周年記念式典挙行。
- 1989年（平成元年）2月10日 - 町上水道を引き込み。
- 1994年（平成6年）
  - 5月2日 - 多目的教室完成。
  - 7月25日 - コンピュータ3台導入。
  - 12月21日 - グランド暗渠工事完了。
- 1995年（平成7年）
  - 1月 - 県道側防護柵完成。
  - 6月22日 - 公衆電話設置。
  - 8月12日 - 焼却炉新設。
  - 8月17日 - 給食室入口屋根取り替え工事完了。
  - 8月29日 - 体育館屋根取り替え工事完了。
  - 8月30日 - ボイラー室側面コンクリートと玄関庇補修工事。
  - 10月3日 - FF式ストーブ配管工事取り付け完了。
- 1996年（平成8年）
  - 5月21日 - 音楽室に机と椅子を設置。
  - 5月23日 - コンピューター室にブラインド設置。
  - 6月10日 - 20周年記念事業として、航空写真撮影を行った。
  - 8月3日 - 校舎屋根塗装。
  - 8月8日 - 20周年記念事業として、体育館に暗幕を取り付け。
  - 8月20日 - 20周年記念事業として、体育館に舞台幕を取り付け。
  - 8月23日 - 20周年記念事業として、体育館に大型スクリーンを設置。
  - 10月5日 - 統合創立20周年記念式典並びに祝賀会を行った。
- 1997年（平成9年）12月10日 - グランド芝草の種子植え付け。
- 1998年（平成10年）10月30日 - 体育館ステージ側壁修理。
- 2000年（平成12年）12月21日 - 校庭に新遊具（3種）取り付け完了。
- 2001年（平成13年）3月26日 - 児童玄関にスロープ取り付けが完了。
- 2002年（平成14年）5月25日 - PTAにより、プール改修事業を実施。
- 2003年（平成15年）
  - 7月4日 - 校庭の遊具一部を撤去。
  - 9月 - 町営屋内温水プール建設に伴い、学校プールの使用を終了。
- 2004年（平成16年）4月1日 - 学校敷地内が全面禁煙となる。
- 2005年（平成17年）9月30日 - 体育館耐震補強と校舎屋根塗装工事が完了。
- 2006年（平成18年）
  - 1月1日 - 町村合併により、平川市平賀東小学校と改称。
  - 3月7日 - 30周年記念事業として、多目的室に暗幕を取り付け。
  - 4月6日 - 30周年記念事業として、放送機器工事完了。
  - 8月6日 - PTAにより、駐車場拡張・整地作業（30周年記念事業）。
  - 8月14日 - PTAにより、遊具撤去作業。
  - 10月5日 - 創立30周年記念式典挙行。30周年記念誌発行。
- 2007年（平成19年）
  - 1月26日 - 30周年記念事業として、玄関前に立腰の銘文設置。
- 2008年（平成20年）7月16日 - 校舎裏の菜園側フェンス取替工事。
- 2009年（平成21年）
  - 8月26日 - 学習支援システムパソコンの取替更新。
  - 10月30日 - プール解体撤去。駐車場整備完了。
  - 12月25日 - スクールセット（机・椅子）更新完了。
- 2010年（平成22年）
  - 2月24日 - 地上デジタルテレビ・電子黒板整備
  - 3月23日 - 非常用放送設備設置。
  - 8月31日 - グラウンド改修工事完了。
- 2011年（平成23年）
  - 1月24日 - 地デジアンテナ設置工事完了
  - 1月25日 - 太陽光パネル・モニター設置工事完了。
- 2012年（平成24年）
  - 3月27日 - 野球・ソフトボールバックネット設置工事完了。
  - 4月1日 - 平川市立広船小学校を統合。
  - 5月30日 - 広船小学校統合記念壁画完成。
- 2015年（平成27年）3月7日 - 蓄電池設備設置。
- 2016年（平成28年）
  - 10月5日 - 40周年をお祝いする会が開催された。
  - 11月29日 - 健康教育自主公開。
- 2017年（平成29年）
  - 3月24日 - 創立40年誌発行。
  - 5月22日 - 校舎改築工事着工・樹木伐採・校舎一部解体工事。
  - 8月 - 杭施工。
  - 10月25日 - コンピューター室パソコン更新。
  - 12月 - 図書室及び電子黒板用パソコン更新。
- 2018年（平成30年）12月17日 - 新校舎・体育館完成（引渡完了）。
- 2019年（平成31年・令和元年）
  - 1月15日 - 新校舎にて、3学期始業式を行う[2]。
  - 2月20日 - 新校舎完成記念式典挙行。ミニコンサートと見学会を実施。
  - 3月20日 - 新校舎で、最初の卒業式挙行。
  - 4月7日 - 新校舎で、最初の入学式挙行。
  - 5月 - 校舎及び屋内体育館改築工事[3]。
  - 9月2日 - 外構工事着工（歩車道、駐車場、ソフトボール場、物置）。
- 2020年（令和2年）4月20日 - 外構工事完成。

### 参考リンク
- 東小の歴史 - 平賀東小学校ホームページ内

## 学区
新屋、尾崎、平田森、町居、広船。

## 周辺
- 青森県道135号吹上金屋黒石線
- 東北自動車道 - ただし学区内を通っているだけでインターチェンジ等はない。
- 白岩森林公園
- 志賀坊森林公園

## アクセス
- 弘南鉄道弘南線平賀駅から、
  - 車で、約2.9km・6分。
  - 平川市循環バス新屋・尾崎線（小和森回り）で21分[5]、「東小学校前」バス停下車。平賀駅までは平川市循環バスで20分。
  - 徒歩で、約2.8km・約50分。
- 東北自動車道
  - 黒石ICから、車で約6.6km・約14分。
  - 大鰐弘前ICから、車で約8.1km・約17分。
- 平川市役所から約2.5km、車で約5分、徒歩で約45分。